# 부젠쇼에역
부젠쇼에역(일본어: 豊前松江駅)은 일본 후쿠오카현 부젠시에 위치한 규슈 여객철도 소속 철도역이며, 닛포 본선의 정차역이다.

## 역 구조 및 승강장
상대식 홈 2면 2선을 가지는 지상역이다. 서로의 홈은 과선교에서 연락하고 있다. 서점은 1932년에 완성한 목조 건축에서 2003년에 역 서점 입구의 「도요마에 마쓰에 역」이라고 하는 표시판이 현지 출신의 서도가에 의해서 쓰여진 목제품으로 교환되었다.
규슈 교통 기획이 역 업무를 수탁하는 업무 위탁 역이므로, POS 단말기가 설치되어 있다. SUGOCA의 간이형 자동 개찰기와 요금기가 설치되어 있다. SUGOCA의 이용이 가능하지만, 카드 판매는 실시하지 않고 요금만 취급을 실시한다.
| 플랫폼 | 노선        | 방향   | 행선지                             |
| 1      | ■ 닛포 본선 | 하행선 | 나카쓰 · 우사 방면                 |
| 2      | ■ 닛포 본선 | 상행선 | 고쿠라 · 모지 항 · 시모노세키 방면 |

## 역 주변
- 부젠 시민구장
- 부젠 시민체육관

## 인접 역
| 닛포 본선          | 닛포 본선 | 닛포 본선                   |
| ------------------ | --------- | --------------------------- |
| 시이다 고쿠라 방면 | ■ 보통    | 우노시마 가고시마 중앙 방면 |